# Olindo Guerrini
Olindo Guerrini, noto anche con lo pseudonimo di Lorenzo Stecchetti e con altri nomi d'arte come Argìa Sbolenfi, Marco Balossardi, Giovanni Dareni, Pulinéra, Bepi e Mercutio (Forlì, 4 ottobre 1845 – Bologna, 21 ottobre 1916), è stato un poeta, scrittore e gastronomo italiano, nonché bibliofilo e studioso di letteratura italiana.
Considerato esponente della poesia realista di epoca positivista, spaziò dalla lirica intimista alla poesia dialettale e satirica (spesso di tono anticlericale), dallo stile classico e carducciano fino alle tematiche anticonformiste, pre-decadentiste e naturalistiche della scapigliatura.

## Biografia
(O. Guerrini, La mia giovinezza, Zanichelli, 1916)
Nacque a Forlì poiché la madre era forlivese e riteneva di essere meglio assistita nella sua città. Dopo il primo anno si trasferì nella casa di famiglia a Sant'Alberto di Ravenna. Il padre Angelo (1808-1873) era il farmacista del paese. Sua aspirazione era che il figlio, l'unico maschio (aveva una sorella maggiore, Luisa), continuasse l'attività. La sua formazione fu affidata ai religiosi del collegio municipale di Ravenna. Espulso per indisciplina, Guerrini passò nel 1859 al Collegio Nazionale di Torino. Ottenne a stento la licenza, come egli stesso ammise, causando il malumore del padre, che dovette rinunciare ai suoi propositi. Olindo si iscrisse così alla Facoltà di Giurisprudenza all'Università di Bologna, città dove trascorse quasi tutto il resto della sua vita.
Si laureò ed entrò in uno studio di avvocati, ma riconobbe ben presto che la pratica forense non faceva per lui. Partecipò attivamente, invece, alle lotte politiche locali. Venne eletto consigliere comunale di Ravenna negli anni 1870, 1872, 1879 e 1883. Fu anche assessore negli anni 1873-74, durante i quali istituì la sezione dei pompieri e fondò una biblioteca popolare a Sant'Alberto. Nel 1872 fu iniziato in Massoneria nella Loggia "Dante Alighieri" di Ravenna, divenne Maestro massone nella Loggia "Otto Agosto" di Bologna nel 1887 e raggiunse il 33º ed ultimo grado del Rito scozzese antico ed accettato: Sovrano grande ispettore generale.
Nel 1874 fu uno dei collaboratori del giornale satirico bolognese Il Matto. Nello stesso anno si sposò con Maria Nigrisoli e fu assunto alla Biblioteca Universitaria di Bologna, della quale divenne in seguito direttore. Nel 1889 fu eletto membro del consiglio provinciale scolastico di Bologna. Nel 1891 diede le dimissioni e si ritirò dalla vita politica attiva. Nel 1898 gli fu intentata una causa per diffamazione dall'allora vescovo di Faenza, mons. Giovacchino Cantagalli poiché il 25 settembre di quell'anno era apparsa sul periodico locale Il Lamone (a indirizzo radicale) un sonetto ("Parla il pastore") irriverente verso il vescovo. Il sonetto era firmato «Argìa Sbolenfi», uno degli pseudonimi di Guerrini.
Dopo una condanna in primo grado il 14 giugno 1899, che comportò una multa di 250 lire, Guerrini ricorse in appello e fu assolto. Il 28 novembre 1914 si trasferì a Genova poiché, essendo scoppiata la guerra, ed essendo troppo anziano per prendervi parte attivamente, aveva offerto il proprio servizio ove occorresse ed era stato nominato bibliotecario nel capoluogo ligure. Rimase sotto la Lanterna per circa un anno, poi tornò a Bologna, ove morì a causa di un cancro alla gola il 22 ottobre 1916.
È sepolto nel cimitero monumentale della Certosa di Bologna, nel pozzetto di famiglia numero 877, al terzo transetto della Sala del Colombario.
La casa di Sant'Alberto, donata dal figlio al Comune di Ravenna, ospita la biblioteca comunale ed è stata adibita a casa museo.

## Opere
(Olindo Guerrini, da Postuma)
Olindo Guerrini fu un erudito e critico letterario militante, agile e attento ad ogni nuova voce, ma anche interessato agli autori del passato: ad esempio, studiò e ripropose l'opera poetica di Guido Peppi, un poeta forlivese del Quattrocento. Amò molto fotografare e andare in bicicletta per tutta Italia.
Fu amico e ammiratore del Carducci anche se nelle sue poesie predomina un tono medio, che ne fa un tipico esponente del verismo, inteso come rifiuto di idealizzazione della realtà e rappresentazione dei suoi aspetti più bassi e sgradevoli (in questo, dunque, si differenzia dall'accezione di verismo che è in Verga e Capuana).
Inoltre, la sua opera ebbe vasta risonanza ai suoi tempi per gli atteggiamenti anticlericali e socialisteggianti e per la polemica contro romantici e idealisti. Di seguito si fornisce l'elenco delle sue opere letterarie:

### Postuma

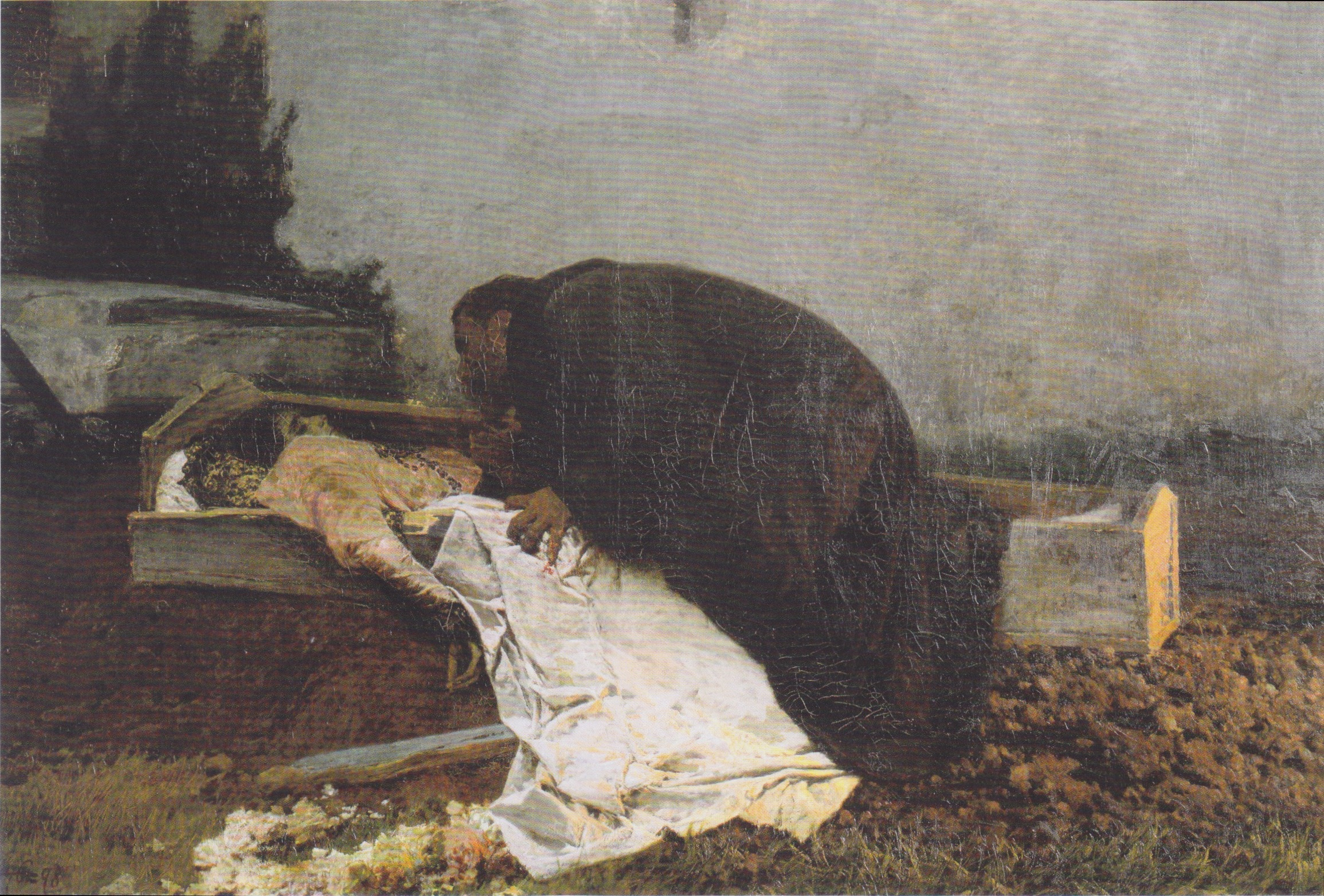
L'Odio di Pietro Pajetta (1896), ispirato a Il canto dell'odio di Guerrini. Coll. Museo del Cenedese.

Si tratta di una raccolta di poesie pubblicate nel 1877 fingendo si trattasse dei versi di un cugino, Lorenzo Stecchetti, morto per tisi. Il volumetto procurò all'autore una grande notorietà. Basti pensare che il libro, alla sua uscita, ebbe un successo di vendite maggiore delle Odi barbare di Carducci e che, nel corso della vita dell'autore, ne uscirono ben 32 edizioni. Contiene anche la celebre Il canto dell'odio, in cui è evidente l'ispirazione dal romanticismo e dal maledettismo di Charles Baudelaire ed E.T.A. Hoffmann, e l'accostarsi alla poetica della scapigliatura, con il suo gusto dell'orrido, del macabro e dell'eccessivo.

### PolemicaeNova polemica
Sono due volumetti usciti nel 1878 pubblicati ancora sotto lo pseudonimo di Lorenzo Stecchetti in cui l'autore polemizzava con i critici idealisti (fra cui Giovanni Rizzi e Luigi Alberti); ottennero un certo successo.

### La vita e le opere di Giulio Cesare Croce
È un volume pubblicato sulla vita e le opere del bolognese Giulio Cesare Croce (l'autore del Bertoldo, Bertoldino e Cacasenno), opera erudita, scritta nel 1878 per procurarsi un titolo per l'impiego nelle biblioteche governative; rappresenta il primo studio serio sull'autore cinquecentesco.

### Giobbe
Si tratta di un poema burlesco e parodistico scritto nel 1882 in collaborazione con Corrado Ricci e in polemica con Mario Rapisardi, il quale non gradì l'ironia e rispose duramente con una delle sue Frecciate.

### La tavola e la cucina nei secoli XIV e XV
Pubblicato nel 1884 è un saggio che rappresenta la prima rigorosa indagine sulla cucina italiana del Medioevo.

### Rime di Argia Sbolenfi
È una raccolta di poesie pubblicata nel 1897 con lo pseudonimo di "Argìa Sbolenfi". La vena di Guerrini si riduce a licenziosità triviali e ricompare la denuncia violenta dell'ipocrisia e del conformismo morale, religioso e sociale. Le Rime, tuttora ristampate da Zanichelli, contengono una sezione di brevissime Favolette Morali, in cui Stecchetti mostra una sua vena paradossale e non sense ante litteram.

### Ciacole de Bepi
Iniziate sul giornale "Il Pugno di Ferro" nel 1903 e pubblicate in volume nel 1908, è un'opera nella quale dimostrando abilità di verseggiatore e una piacevole vena di rimatore, si dedicò alla lingua veneta, facendo parlare papa Pio X.

### In bicicletta
Pubblicati nel (1901), sono scritti di argomento ciclistico che dimostrano la sua passione per la bicicletta (fu capoconsole del Touring Club Italiano).

### Brani di vita
Usciti in prima edizione nel (1908) sono un libro di ricordi, in cui vengono antologizzate alcune pagine già apparse in Brandelli.

### L'arte di utilizzare gli avanzi della mensa
Opera comparsa postuma nel 1918 dove viene illustrata una cucina “povera”, allusiva della penuria alimentare cui era condannato il Guerrini stesso dal magro stipendio di bibliotecario presso l'Università e dalla precaria vita di scrittore.

### Sonetti Romagnoli
Uscirono postumi nel 1920 pubblicati dal figlio Guido. È un'opera nella quale usò il dialetto romagnolo raggiungendo una notevole efficacia nel descrivere la psicologia dei suoi conterranei. Uno dei sonetti più famosi s'intitola La Zabariona.

## Le maschere di Olindo
Guerrini usò una miriade di pseudonimi e inventò molteplici maschere per firmare molte delle sue composizioni. Il più noto è senza dubbio Lorenzo Stecchetti, firmatario di Postuma, Polemica e Nova polemica oltre che delle Rime. Varie le interpretazioni di tale pseudonimo: «probabilmente lo sedusse la cruda straziante disarmonia di quelle sillabe; gli piacque di fare un dispetto agli scrittori di moda, per cui lunga e sudata fatica è trovarsi uno pseudonimo carino piccinino da gala che riempia la bocca di fragrante dolcezza come una caramella alla vaniglia»; «Stecchetti è un nome parlante, allude cioè alla scheletrica magrezza del giovane consunto da tisi»

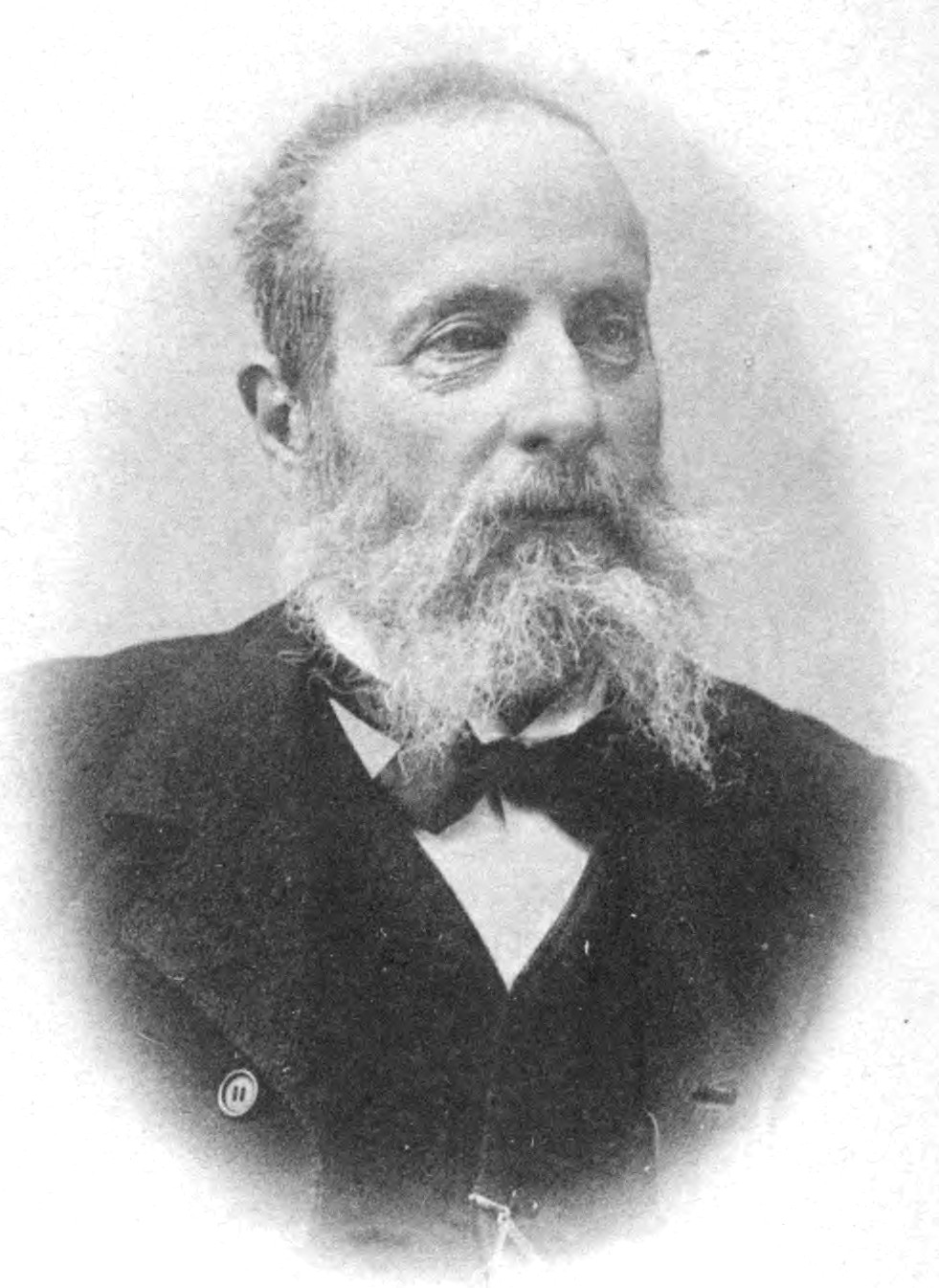
Guerrini nel 1902

Un altro eteronimo famoso è lo shakesperiano Mercutio, adottato per alcuni componimenti sparsi sul giornale Il Matto e apparso poi sul frontespizio di Postuma. Con Marco Balossardi, invece, Guerrini firmò assieme a Corrado Ricci il poema satirico Giobbe, che derideva Mario Rapisardi. Il cognome Balossardi ha la stessa radice del milanese balòss che vuol dire birbante.
Altra maschera famosa fu quella di Argìa Sbolenfi, una zitella dai desideri erotici spiccati, con la quale compose numerose poesie poi confluite nelle Rime di Argia Sbolenfi. Bepi, invece, rimanda al veneto Giuseppe Sarto, uscito dal conclave con il nome di papa Pio X: con tale maschera Guerrini fece esprimere in veneto il nuovo papa. Nelle sue intenzioni, «Bepi voleva essere non la caricatura, ma l'interpretazione psicologica di Giuseppe Sarto nella vita segreta di uomo».
Senza dubbio minori sono le maschere di Odino Linguerri, anagramma di Olindo Guerrini, che firmò alcune massime sull'almanacco della birra Dreher e Giovanni Dareni, nella realtà un inserviente zoppo alla Biblioteca Universitaria di Bologna, sotto il nome del quale girarono alcune rime riunite nell'opuscolo Orribile fatto successo presso la Chiesa di Monte Calderaro, distante sette miglia da Bologna.
Un discorso a parte merita Angelo Viviani, autore di Poesie, uscite per la Tipografia del Vocabolario nel 1881. Alberto Bacchi della Lega affermò che tale volume era senza dubbio opera del Guerrini, che dunque aveva usato uno pseudonimo. La vicenda, con le relative problematiche, è stata analizzata da Novelli per il quale Guerrini «ha lavorato di forbici su un'opera altrui, magari una delle moltissime che gli giungevano da tutt'Italia»; per Mariotti, invece, l'opera è senz'altro di tale Angelo Viviani (del quale, tuttavia, nulla sappiamo).

## Opere

### Poesie in italiano (in volume)
- Postuma, Bologna, Zanichelli, 1877.
- Polemica, Bologna, Zanichelli, 1878.
- Nova polemica, Bologna, Zanichelli, 1878 (seconda edizione: 1879).
- Giobbe, serena concezione di Marco Balossardi, nella terra di Hus, a spese della colonia arcadica Simetea, 1882.
- Rime di Argia Sbolenfi, Bologna, Zanichelli, 1897.
- Le Rime, Bologna, Zanichelli, 1903.

Molte delle poesie di questi volumi furono musicate, di seguito se ne dà un'esemplificazione:
- Fior di siepe, versi di Olindo Guerrini, musica di Pasquale Chillino, Lecce - G. Lazzaretti e C., 1913
- Vieni Nerina!, versi di Olindo Guerrini, musica di Francesco Paolo Frontini, ed. Benenati, 1878
- S'io fossi, versi di Olindo Guerrini, musica di Francesco Paolo Frontini, ed. Lucca, 1883
- Canto dell'odio, versi di Lorenzo Stecchetti (Olindo Guerrini), musica di Fabrizio De Rossi Re, ed. RAI com ,2002

#### Edizioni commentate
- Lorenzo Stecchetti (Olindo Guerrini), Postuma, edizione critica a cura di Claudio Mariotti e Mario Martelli, Roma, Salerno editrice, 2001.
- Lorenzo Stecchetti (Olindo Guerrini), Nova polemica, edizione critica a cura di Claudio Mariotti, Cesena, Il Ponte Vecchio, 2011.

### Poesie in veneziano e in romagnolo (in volume)
- Le ciacole de Bepi. Roma, Travaso delle idee, 1908. (in veneziano).
- Sonetti romagnoli [con illustrazioni di A. Majani]. Bologna, Zanichelli, 1920; Ravenna, Longo, 2021 (in romagnolo).

#### Edizioni commentate
- Lorenzo Stecchetti (Olindo Guerrini), Sonetti romagnoli : i testi originali di 69 sonetti tradotti per la prima volta in italiano, a cura di A. Brigliadori e R. Casalini, Ed. "Il ponte vecchio", Cesena 2004.

### Opere in prosa
- La vita e le opere di Giulio Cesare Croce, Bologna, Zanichelli, 1879.
- Olindo Guerrini (a cura di), Ricettario galante del principio del secolo XVI, Bologna, Gaetano Romagnoli, 1883. Ospitato su Google Libri.
- La tavola e la cucina nei secoli XIV e XV, Firenze, Barbèra, 1884.
- In bicicletta, Catania, Giannotta, 1901.
- Brani di vita, 1908; Zanichelli Editore, Bologna, 1917
- Brandelli, Roma, Sommaruga, 1883 (poi Milano, Floreal Liberty, 1911).
- L'arte di utilizzare gli avanzi della mensa, illustrazioni di Augusto Majani, Roma, A. F. Formíggini, 1918. Ospitato su Internet Archive.
- Bibliografia per ridere, Roma, Sommaruga, 1883.

### Altre opere
- Versi di Guido Peppi poeta forlivese del secolo XV editi da Olindo Guerrini (Nozze Mazzoni-Utili), Bologna 1878.